# Stefano Roncoroni
Stefano Roncoroni (* 21. März 1940 in Rom) ist ein italienischer Filmjournalist und -regisseur.

## Leben
Roncoroni studierte am „Istituto M. Massimo“ und erlangte – nach Anfängen im Fach Physik – einen Abschluss in Literaturwissenschaft an der Universität La Sapienza in Rom. Er beschäftigte sich mit kunsthistorischen und filmhistorischen Themen. Daneben arbeitete er auch für das Fernsehen und das Kino selbst. Für zahlreiche Zeitschriften verfasste Roncoroni Filmkritiken und war Mitte der 1960er Jahre als Regieassistent tätig. Für den Bildschirm widmete er sich kulturellen Themen in zahlreichen Sendungen und Rubriken von Sendungen („A come agricoltore“, „Almanaco“, „Approdo“, „Europa giovani“, „Sapere“, „Tuttilibri“, „Settimo giorno“ u. a.). Unter seiner Regie entstanden mehrere Fernsehfilme und 1988 sein Kinodebüt Koffer mit Risiko nach eigenem Drehbuch. Das originelle und sauber gearbeitete Polizeidrama fand allerdings keine angemessene Distribution. Auch Roncoronis zweiter Film, Fine dell'intervista von 1993 ereilte ein ähnliches Schicksal.

## Filmografie (Auswahl)
- 1988: Koffer mit Risiko (Giallo alla regola)
- 1993: Fine dell'intervista